# Asłan Abaszydze
Asłan Abaszydze, gruz. ასლან აბაშიძე (ur. 20 lipca 1938 w Batumi) – gruziński polityk, członek rodziny Abaszydze, faktyczny przywódca separatystycznej prowincji Gruzji – Adżarii – w latach 1990–2004.

## Rządy w Adżarii
Abaszydze stanął na czele Adżarii w 1990 roku. Nie ogłosił niepodległości, ale de facto rządzona przez niego prowincja była niezależną od Tbilisi republiką. Abaszydze ustanowił w Adżarii wolną strefę ekonomiczną. Jego polityka była tolerowana przez Eduarda Szewardnadze oraz cieszyła się życzliwością Federacji Rosyjskiej.

## Ucieczka
Po wybuchu rewolucji róż Abaszydze zdecydował się na zamknięcie granicy z resztą Gruzji. W marcu 2004 uniemożliwił wjazd prezydenta Micheila Saakaszwilego na terytorium Adżarii, wysyłając wojska na jego spotkanie. W obliczu stanowczości nowego prezydenta i postawienia gruzińskiej armii w stan gotowości bojowej, co było typowym przejawem demonstracji siły, 6 maja 2004 wraz z sekretarzem Rady Bezpieczeństwa Narodowego Rosji Igorem Iwanowem opuścił Batumi, odlatując samolotem do Moskwy.